# 衡陽號驅逐艦
衡陽號驅逐艦（英語：Heng Yang，舷號：DD-902），為中華民國海軍的陽字號驅逐艦之一，為美援艦艇之一，前身為美國海軍亞倫桑納級驅逐艦山姆·N·摩爾號，衡陽軍艦也是3艘精裝艦的陽字號之一。

## 艦歷
1944年9月30日，於伯利恆鋼鐵公司開工建造。
1969年9月美國將山姆·N·摩爾號驅逐艦軍售移交中華民國，翌年4月25日於左營成軍並命名為衡陽軍艦。
1976年衡陽軍艦加裝天使一型反艦飛彈，完成精裝系統試射驗收，成為中華民國海軍首艘飛彈驅逐艦。
1994年12月1日衡陽軍艦正式除役。

## 歷任艦長
| 順序 | 姓名   | 軍銜 | 上任日期       | 卸任日期       |
| ---- | ------ | ---- | -------------- | -------------- |
| 1    | 李用彪 | 上校 | 1970年3月1日   | 1972年1月24日  |
| 2    | 賀海潮 | 上校 | 1972年1月24日  | 1973年6月18日  |
| 3    | 郝德雲 | 上校 | 1973年6月18日  | 1975年2月4日   |
| 4    | 何炳銳 | 上校 | 1975年2月4日   | 1976年8月1日   |
| 5    | 高德明 | 上校 | 1976年8月1日   | 1978年1月1日   |
| 6    | 葉英華 | 上校 | 1978年1月1日   | 1979年11月1日  |
| 7    | 張東亞 | 上校 | 1979年11月1日  | 1981年5月7日   |
| 8    | 劉成仁 | 上校 | 1981年5月7日   | 1982年12月7日  |
| 9    | 李承勇 | 上校 | 1982年12月7日  | 1984年3月1日   |
| 10   | 李肖鴻 | 上校 | 1984年3月1日   | 1986年11月24日 |
| 11   | 徐榴柱 | 上校 | 1986年11月24日 | 1988年1月14日  |
| 12   | 葉巨   | 上校 | 1988年1月14日  | 1989年1月4日   |
| 13   | 丁劍清 | 上校 | 1989年1月4日   | 1990年5月12日  |
| 14   | 丁明德 | 上校 | 1990年5月12日  | 1991年7月1日   |
| 15   | 王蓉生 | 上校 | 1991年7月1日   | 1992年9月9日   |
| 16   | 王壽山 | 上校 | 1992年9月9日   | 1994年1月1日   |
| 17   | 唐冀君 | 上校 | 1994年1月1日   | 1994年4月1日   |

## 其他條目
- 中華民國海軍艦艇列表

## 資料來源
1. ↑  . 海軍歷史文物數位典藏計畫.   [2020年1月19日]. （原始内容存档于2011年1月23日） （中文）.

## 外部連結
- 中國軍艦博物館 台灣廳 （页面存档备份，存于）